# Hatten ar din
「Hatten är din」（ハッテン・エ・ディン、IPA: /hat:ən ə dɪn/）は、2000年頃にインターネット上で流行したFlashアニメーション。アラブの歌謡曲に合わせて、伝統衣装を着た人々の中を帽子が飛びまわる様子が描かれており、字幕でスウェーデン語による歌詞が提供されている。ただし、この字幕は楽曲本来の歌詞を翻訳したものではなく、アラビア語の発音をスウェーデン語の音韻として聞き取り勝手な解釈を加えたもの（いわゆる「空耳」）である。"Hatten är din"は、スウェーデン語で「帽子はお前のもの」を意味しており、アニメーション映像はこの「空耳」歌詞に合わせて制作されたものである。

## 音楽について
音楽は、レバノンのミュージシャンであるアーザール・ハビブ（1945年 - 2007年）が1981年に発表した「Miin Ma Kenti」である。日本では「アラブ歌謡曲」もしくは「アラブ演歌」と呼ばれるポップ・ミュージックであり、このジャンルの曲の多くは話し言葉（方言）で歌われたラブソングである。
「Miin Ma Kenti」もまたアラビア語レバノン方言による典型的なラブソングであり、「お前が好きだった、愛していた」「私のダーリン」といった意味の言葉が繰り返されるデュエットである。

## 映像について
映像では、トルコの伝統衣装を着用した人々が室内でパーティを開いている様子が描かれており、アーザールの音楽に合わせて人々の間を帽子が飛びまわったり、帽子をかぶった人物が周囲から指さされたりしている。スウェーデン語による添詞により、酒席で参加者に帽子をかぶせてはやし立てるゲームのように描き出している。
なお、イスラーム文化圏では飲酒が禁忌であるという印象が強いが、ムスリムによって禁酒が厳格に守られているかどうかは地域によっても異なり（イスラム教における飲酒参照）、また非ムスリムには禁酒は及ばない。映像のモチーフとなったトルコのビールは世界的にもよく知られている。また、アーザールの祖国であるレバノンはワインが特産物の1つである。しかし、 Hatten är din にあるような酒宴での遊びは架空のものである。

## Flashアニメーションの制作と流行

### スウェーデン語での「空耳」化
原曲の発表から16年が経過した2000年、スウェーデンのネットユーザーであるパトリック・ニューベリ（Patrik Nyberg）、ユーハン・グレンダール（Johan Gröndahl）、ペート・バッゲ（Pet Bagge）らは、この歌の歌詞がスウェーデン語のように聞こえることに気付いた。彼らはアラビア語をまったく理解しなかったが、「 حبيتك （ハッベイティク）」は、スウェーデン語で「Hatten är din（ハッテン・エ・ディン、「帽子はお前の物」）」と歌っているように聞こえた。同様に、この歌に手を加えることなくスウェーデン語の歌詞であると解釈すると「酔っているな、帽子はお前のものだ」などと、帽子を使った酒席でのシュールな遊びを描いたものと解釈することができた。「テレビで流れている『Hatten är din』のレコードを借りろ」といったように、半ば不条理でありながらも意味のある内容となるところに本作のおもしろさがあるといえる。
このように他の言葉に聞こえる、もしくは聞かせる、または聞くことを、日本では俗に「空耳」と呼んでいる。ニューベリらは、この空耳解釈による歌詞を記したテキストファイルと曲のmp3ファイルをともにウェブサイトで公開した。これを聴いた、やはりスウェーデンのネットユーザーであるマーティン・ホルムシュトロム（Martin Holmström）は、 空耳歌詞に映像を合わせたFlashアニメ作品を制作し、http://come.to/hatten/ で公開した。これが Hatten är din フラッシュである。
ウェブサイトで公開された Hatten är din は、インターネットを通じて世界へと広がり、ブームを起こした。英語圏では原詞アラビア語、添詞スウェーデン語ともに精通する者が少なかったために「空耳」字幕の一節から「Hatt-baby」とも称された。しかし流行した当時、Flash作品を作った者と同様に、世界の多くの人々は原詞を理解することはなかった。
当初Flash作品が公開されたサイトは一時閉鎖されたが、2008年に再公開されている。

### 日本での反応
2000年当時、日本ではちょうどFlashがウェブ上で浸透する時期であり、Flashという形式と Hatten är din という作品の両者が波及的に広がっていった。さらに、日本語ではこのようにも聞こえる、といった新たな空耳が行われたほか、さらなるパロディも作られていった。
Flash作品に惹かれた者のなかには、流れている歌の意味について探ろうと試みる者も現れた。しかし、スウェーデン語やアラビア語レバノン方言を習得する者の少ない日本にあっては、スウェーデン語で記された「字幕」にミスリードされ、アーザール・ハビブの原曲にたどりつく者は極めて希少であった。
スウェーデン語に心得のある者や、辞書を引きつつ字義を調べる者、あるいは英語などの他言語に翻訳されたものをさらに日本語に直そうと試みる者らによって、いわゆる「Hatten är din」としての「空耳」歌詞に対する日本語訳詞は複数作られた。もともとが「空耳」によって宛てられたスウェーデン語であるため、全体としての意味はかならずしも通っているとは言い難い。このため、日本語訳にせよ英訳にせよ、訳詞を行う過程で少しでも意味の通じるものにしようという訳詞者それぞれの解釈や思惑を含んだものとなっている。

### アラブ地域での反応
このFlash作品が世界中で人気を博していた当時のアラブ地域は、インターネットが普及したとはまだ言いがたい状況であり、原詞歌曲の作詞者であり歌手でもあったアーザール自身も、自らの音楽が世界でブームを起こしていることを知らなかったという。原詞本来の意味が理解されていたかどうかはともかく、結果としては「Miin Ma Kenti」は世界中に知られる曲になりはしたが、レバノンもしくはアラブ地域においてこの曲はアーザール・ハビブの代表歌曲という位置にはなく、晩年にリリースされた彼のベストアルバムいずれにも収録されていない。